# ЛиАЗ-6212
ЛиАЗ-6212 — российский высокопольный городской автобус особо большого класса производства Ликинского автобусного завода, выпускавшийся с 2002 по 2014 годы. Является первым серийным российским сочленённым автобусом. Предназначен для крупных городов с интенсивным и сверхинтенсивным пассажиропотоками. Основная доля этих автобусов была поставлена с завода в Москву (537 экземпляров, 40% выпуска) и Московскую область (около 200 экземпляров, 15% выпуска). Вытеснен низкопольной моделью ЛиАЗ-6213.

## История
Двухсекционный сочленённый автобус ЛиАЗ-6212 был создан на базе модели ЛиАЗ-5256, первые образцы которого — модель СВАРЗ-6240 и ЯАЗ-6211 — были собраны ещё в далёких 1993 и 1996 годах соответственно. Двигатели в этих машинах были расположены в хвосте. Модель с подпольным расположением мотора ЛиАЗ-6220 в серию не пошла.
Новый автобус получил индекс ЛиАЗ-6212.00. Его отличал дизельный двигатель Caterpillar-3126 мощностью 300 л. с.; заводская нумерация новых машин пошла вновь с единицы (то есть, в новой нумерации машина середины 1990-х годов учтена не была). Таким образом, 2 опытных жёлто-серых автобуса получили заводские номера 1 и 2 (последний из них был представлен на Московском автосалоне на Красной Пресне в 2002 году).
Два экспериментальных автобуса имели стандартный внешний вид (как у большинства одиночных автобусов ЛиАЗ-5256), однако кабина была немного нестандартной: несколько иным было расположение устройств управления и приборов, а перегородка была только непосредственно за водителем. Но таким экстерьеру и интерьеру не суждено было пойти в серию — все последующие машины имели пластиковые наличники на передке и задке, под которыми скрывались квадратные фары. Изменилась и кабина: появилась узкая перегородка, причём вместо форточки для связи с водителем в ней предусмотрели дверь с кассовым окошечком. Всего таких было выпущено четыре машины, и все они были направлены на работу в Москву, при этом 2 из них проходили укомлектовку салона на ЛиАЗе (заводские номера 4 и 5). Один из таких автобусов поступил в ФАТП, где ему был присвоен номер 08317, а остальным поставили бордовые сиденья на ТМЗ (заводские номера 3 и 6). 
Все последующие московские автобусы 6212 приходили уже совсем без интерьера и дорабатывались на ТМЗ. На них устанавливалась всё та же узкая перегородка и сиденья «Стриж» двух раскрасок: бордовые и песочные. Первые 5 автобусов собирались зимой и не успели пройти полномасштабные заводские испытания, что после породило большую проблему: летом система охлаждения просто не справилась с 300-сильным двигателем, и приходилось ехать на скорости не более, чем 50 км/ч, в противном случае двигатель перегревался, и его требовалось заглушить для остывания. Кроме того, ввиду изменившейся компоновки мотор-отсека для ремонта радиатора приходилось вскрывать кузов автобуса. Впрочем, проявился и ряд других недостатков, доставшихся по наследству от ЛиАЗ-5256.

## Технические характеристики

### Рулевое управление
Рулевое управление с гидроусилителем взято от МАЗ-64229.
Трансмиссия — Voith Diwa 863/863.3E. Переключение осуществляется в зависимости от топографии местности и ускорения автобуса, что сильно влияет на экономию топлива. Агрегат осуществляет переключение по 4 программам. Коробка снабжена массой электроники, которая отслеживает работу трансмиссии и ведёт архив данных для ремонта и обслуживания КПП. Агрегат оснащён инновационной охлаждающей системой, способной противостоять высоким температурным режимам при сильных нагрузках. Интервал замены масла — до 180 000 км.
Тормоза пневматические, двухконтурные, укомплектованы системой ABS. Стояночная тормозная система реализована в составе тормозных механизмов среднего и заднего мостов с приводом от тормозных камер с пружинными энерго-аккумуляторами. Резервным тормозом является один из контуров основной системы.

### Мосты и подвеска
Ведущий мост — Rába, производится в Венгрии.
Подвеска автобуса реализована на все три оси в одном положении: зависимая, пневматическая, с регуляторами высоты кузова. На переднюю ось — по два гидравлических амортизатора, на среднюю и заднюю оси — по четыре.

### Кузов
Кузов — вагонного типа, с узлом сочленения Hübner HF-485 (для автобусов с толкающей секцией). Основание, борта, крыша, передняя и задняя части сварены между собой из продольно-поперечно расположенных труб. Бортовая облицовка выполнена из оцинкованного стального листа, крыша — из простой стали. Передняя и задняя маски, бамперы произведены из стеклопластика. Ресурс кузова декларируется заводом сроком в 12 лет. Покраска деталей облицовки производится в катафорезной камере, что увеличивает прочность лакокрасочного покрытия.
Все 4 двери открываются внутрь и снабжены системами противозащемления. Ширина проёмов — 1282 мм. Привод дверей — пневматический, системы привода установлены непосредственно над дверными проёмами. Двери автобуса выполнены из алюминиевых профилей с антивандальными стёклами. Предусмотрено аварийное открывание дверей кнопками изнутри салона и с внешней стороны кузова.

### Салон
Высота салона — 2078 мм. Пол из фанеры; покрытие пола — высокопрочный линолеум Grabiol STOP JSC. Покрытие стен и потолка выполнено из слоистого пластика. Материал отличается повышенной износостойкостью. Пассажирские сиденья изготавливаются по антивандальной технологии: пластиковые на металлическом каркасе, облицованы износостойкими тканями, без подголовников.

### Электросеть автобуса
Основной источник тока — генератор переменного тока с регулятором напряжения на 140 А и 24 В. В автобусе установлено две аккумуляторные батареи на 12 В, и ёмкостью в 190 А/ч. Аккумуляторы расположены на выдвижном каркасе, что удобно для обслуживания.
В электросхему машины включены: распределительная розетка, все осветительные приборы, в качестве предохранителей используются плавкие вставки.

## Модификации
- ЛиАЗ-6212.00 — базовая модификация, оснащалась двигателем Caterpillar-3126Е и коробкой передач Voith Diwa 863/863.3E или Allison T-270 R. Выпускалась в 2002–2010 годах, всего выпущено в количестве 1161 единиц[2].
- ЛиАЗ-6212.01 — в отличие от базового 6212.00 имеет компоновку салона на 31 сидячее место, вместо 33. Также другое расположение кнопок на приборной панели и поручней. Выпускалась в 2004—2008 годах.
- ЛиАЗ-6212.40 — экспериментальная модификация с двигателем КамАЗ-740.53-290. Всего выпущена одна машина, которая стоит в зале экспериментальной продукции на заводе-изготовителе.
- ЛиАЗ-6212.54 — модификация с двигателем Cummins-ISLe310.41 для Тольятти. Последняя партия модели 6212, которую выпустил завод, выпускалась в 2014 году.
- ЛиАЗ-6212.70 — модификация с газовым двигателем Cummins-CGe280.30, имеет экостандарт Евро-4. Выпускалась в 2004—2006, 2008 и 2013 годах.

### Экспорт на Кубу
В 2007—2008 годах на Кубу было экспортировано 50 автобусов ЛиАЗ-6212.00. Автобусы, которые экспортировались на Кубу, имеют:
- форточки во всех окнах для большего комфорта пассажиров, так как климат на Кубе — тропический;
- нестандартные передние фары по типу тех, которые ставили на междугородние модификации ЛиАЗ-5256.23 и ЛиАЗ-5256.33;
- на некоторых машинах имеются заводские таблички на испанском языке.

## Происшествия
- 27 июня 2012 года, в Москве, при столкновении автобуса ЛиАЗ-6212.00 с бортовым номером 09355 пострадали 16 человек[3]. После ДТП автобус был списан из-за свода рамы в районе передней двери.

- 20 августа 2012 года в Пскове сгорел автобус ЛиАЗ-6212.00 с инвентарным номером 223, подробностей о пожаре нет.

- 12 декабря 2014 года в Москве, на пересечении улиц Медиков и Каспийской, в результате невнимательности водителя эвакуатора пострадал автобус ЛиАЗ-6212.01 с бортовым номером 09289[4]. В июне 2015 года автобус был списан и порезан на металлолом.

- 6 февраля 2015 года в Великом Новгороде на улице Людогоща сгорел автобус ЛиАЗ-6212.70 с бортовым номером 370, по официальной информации источником возгорания стала проводка автобуса[5].
- 25 марта 2021 года, в Ярославле сгорел на территории автобусного парка (ПАТП № 1) автобус ЛиАЗ-6212.00 с бортовым номером 649, автобус после пожара списан.

## Галерея

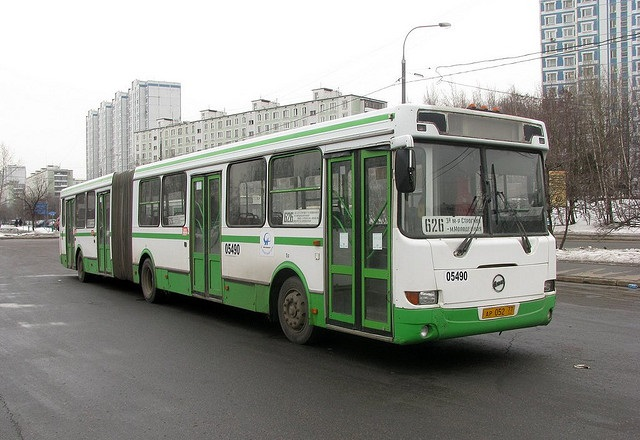
ЛиАЗ-6212.00 в Москве, вид спереди
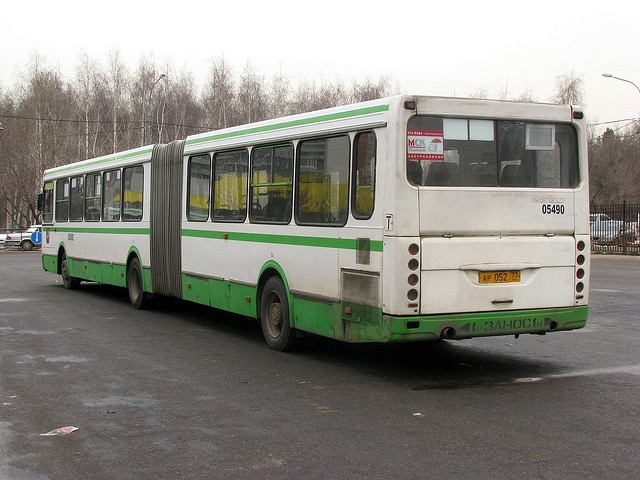
ЛиАЗ-6212.00 в Москве, вид сзади
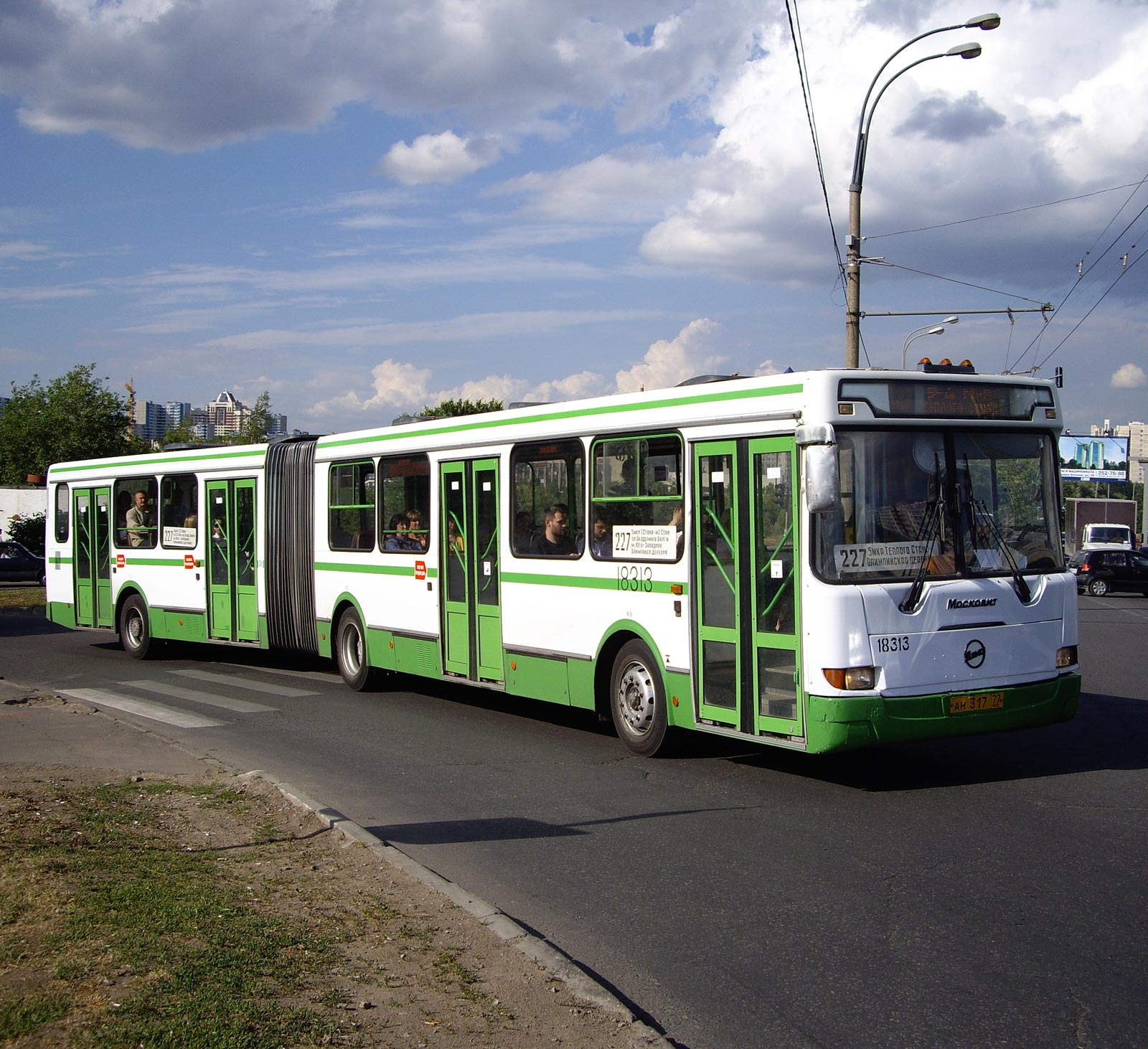
ЛиАЗ-6212.00 в Москве
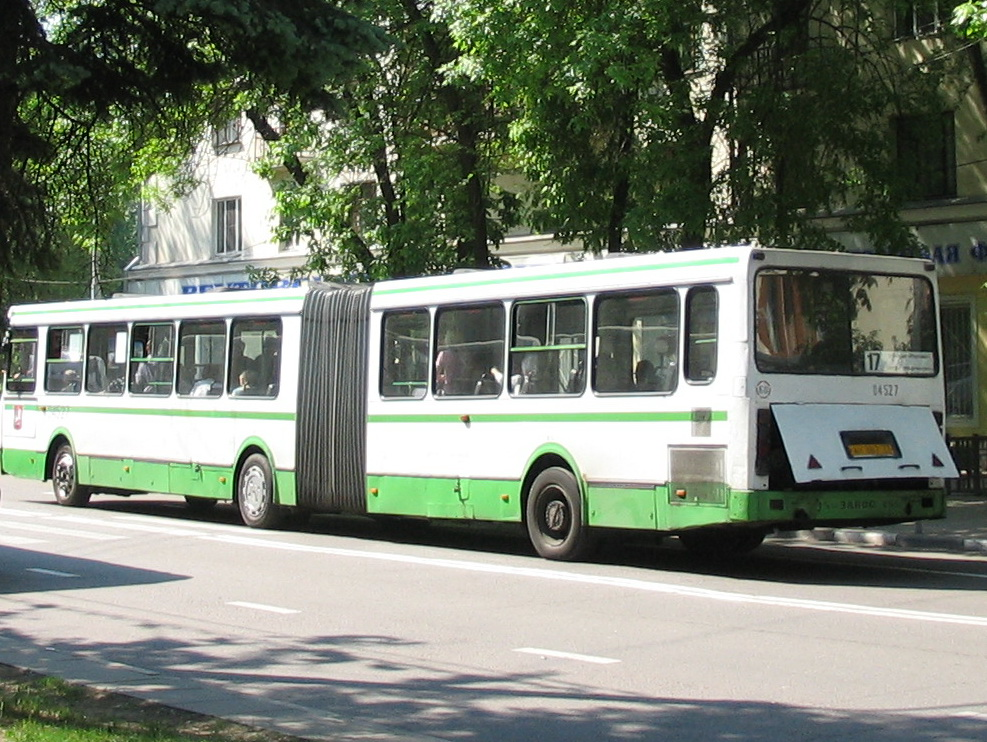
Задняя часть полурестайлингового ЛиАЗа-6212.00
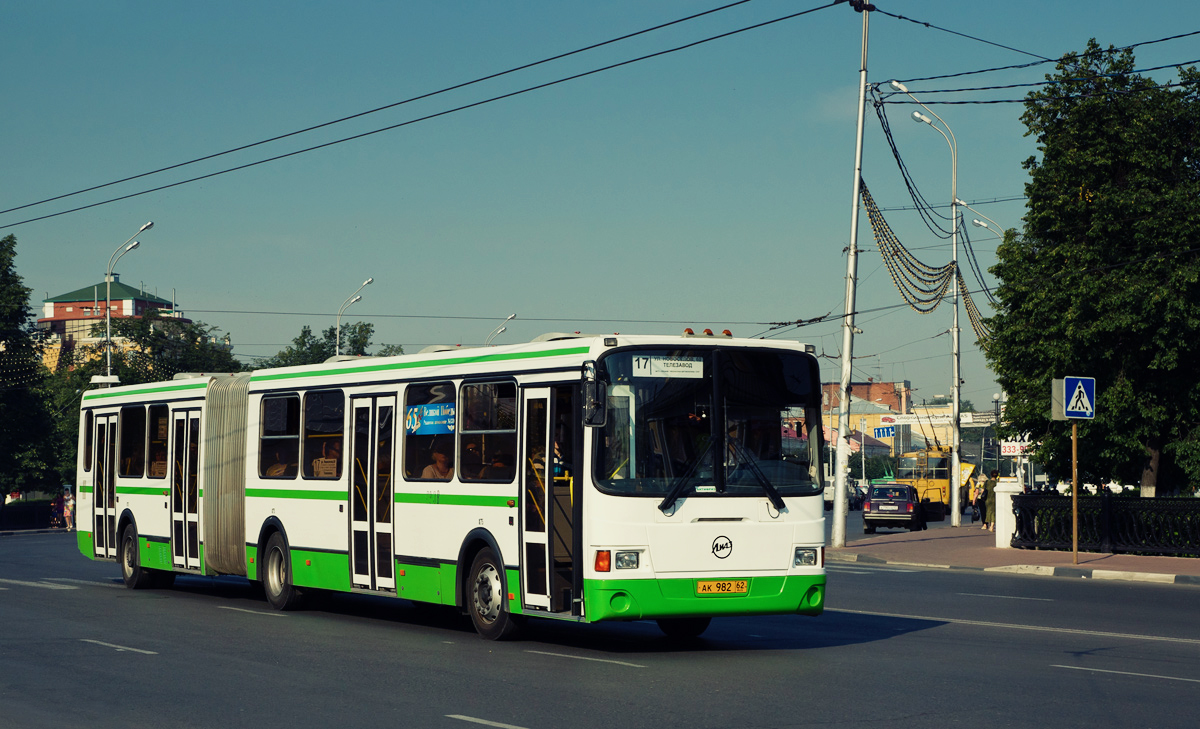
ЛиАЗ-6212.00 в Рязани
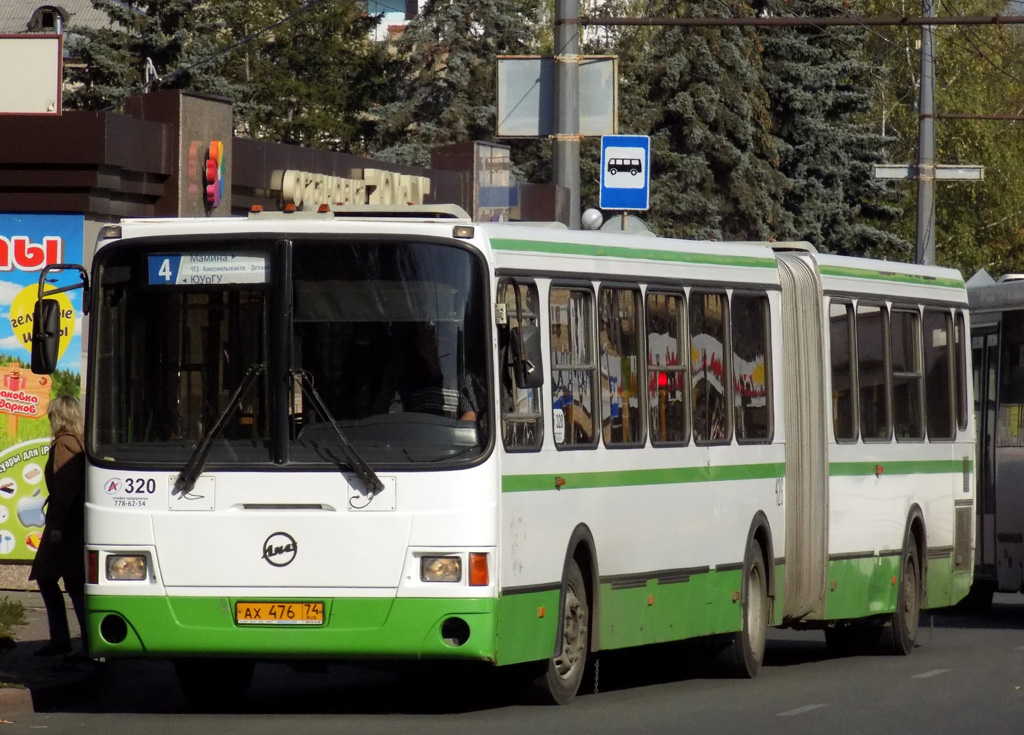
ЛиАЗ-6212.00 в Челябинске
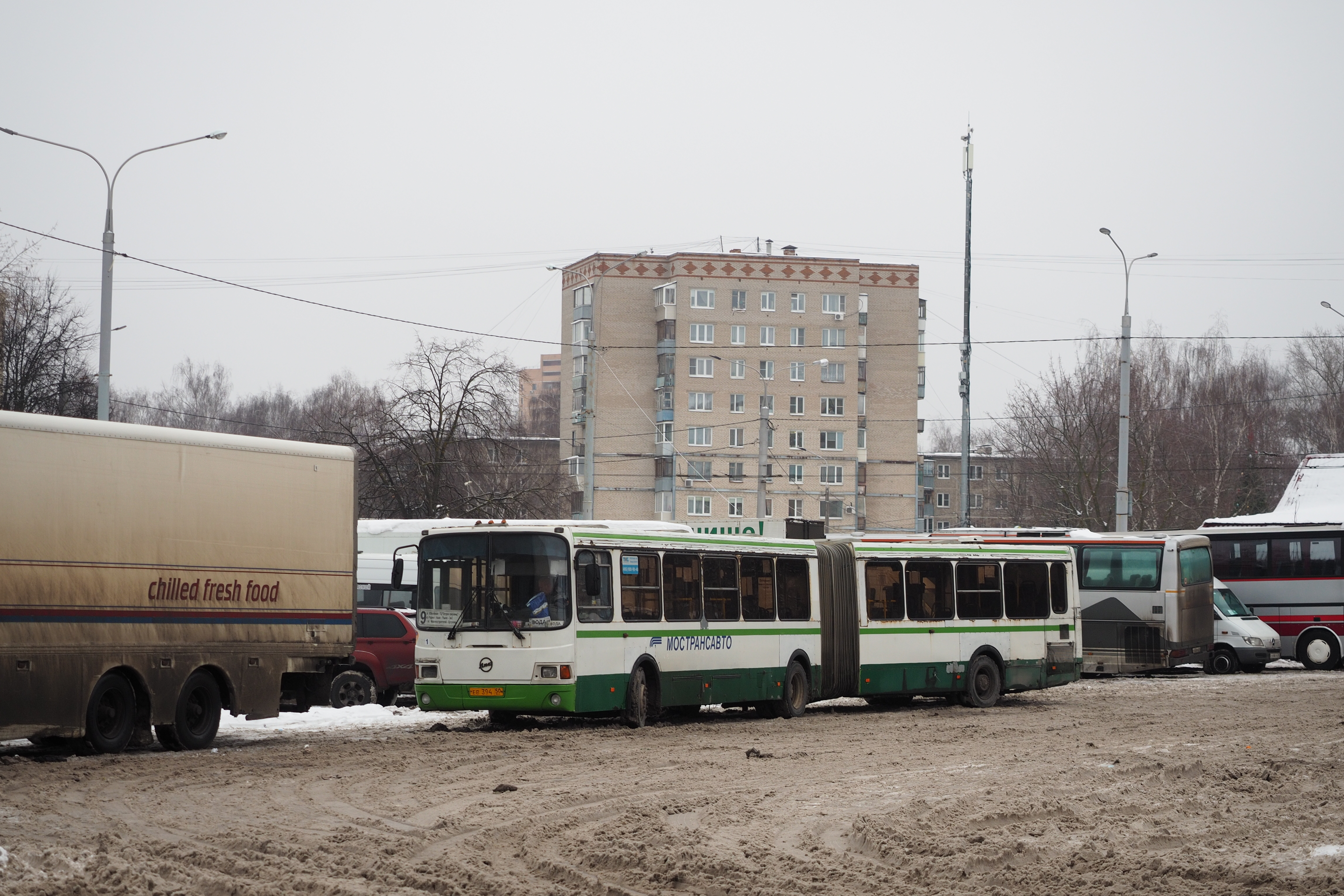
ЛиАЗ-6212 в Подольске
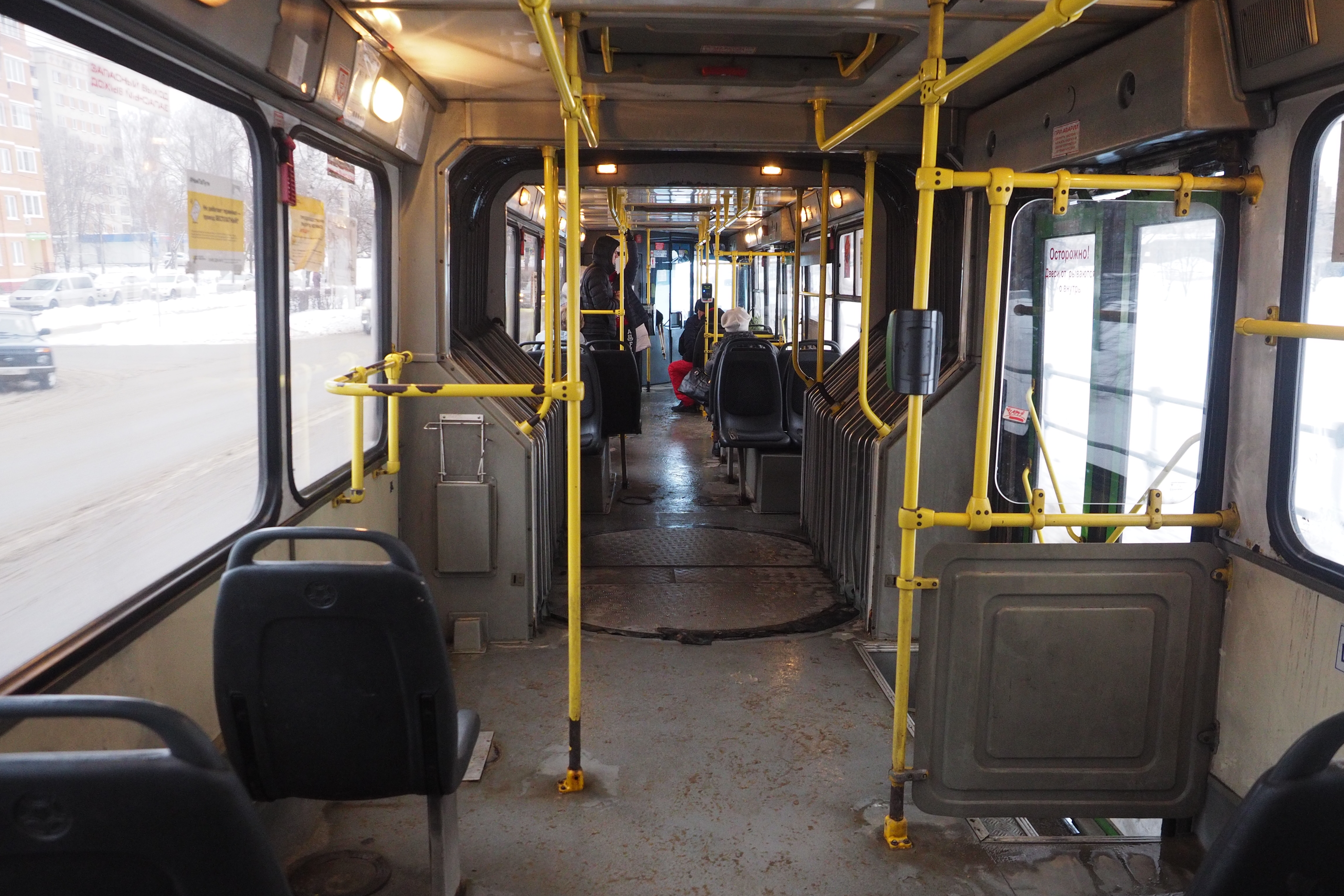
Салон подольского ЛиАЗ-6212 поставки для ГУП «Мострансавто» 2008 года
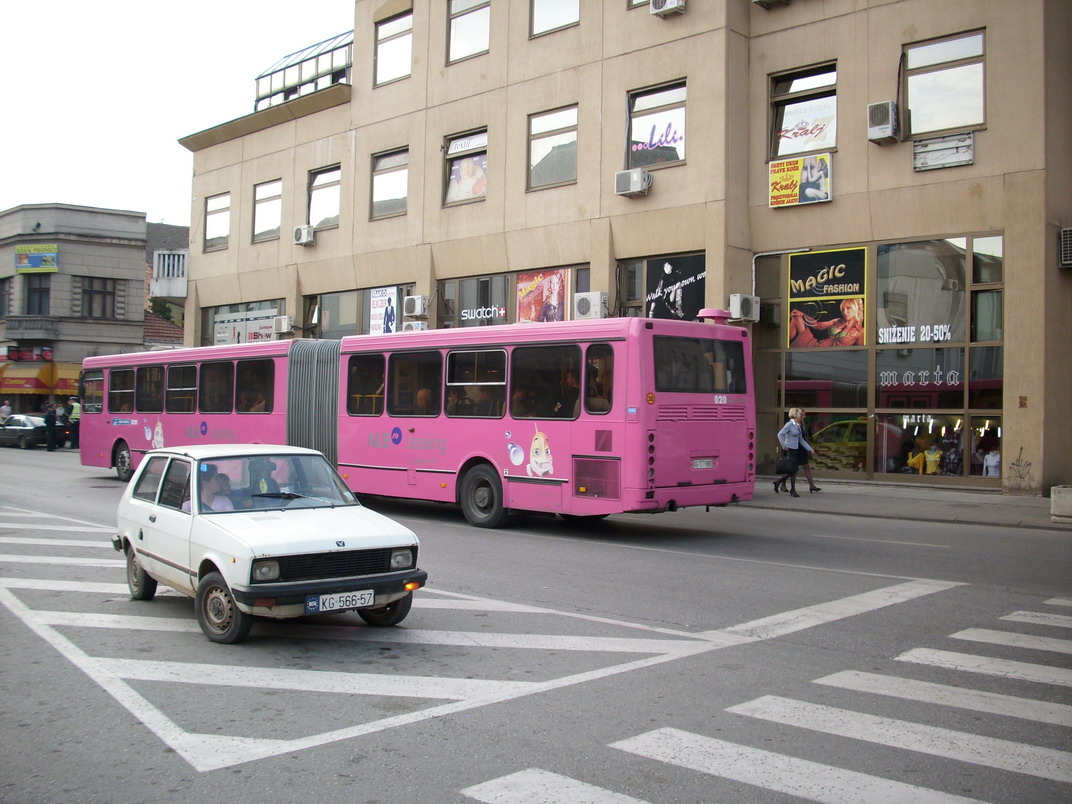
Задняя часть ЛиАЗа-6212 с обновлённым кузовом, выпускавшимся с середины 2000-х годов